# 1952
1952. је била преступна година.

## Догађаји

### Фебруар
- 6. фебруар — Џорџ VI (краљ Уједињеног Краљевства и доминиона: Канаде, Аустралије, Новог Зеланда, Јужне Африке, Пакистана и Цејлона) умире у 56. години, након дуже болести. Наслеђује га ћерка принцеза Елизабета, војвоткиња од Единбурга као краљица Елизабета II, која се у том тренутку налазила у посети Кенији.
- 7. фебруар — Елизабета II је проглашена краљицом Уједињеног Краљевства у Сент Џејмсовој палати у Лондону.
- 18. фебруар — Грчка и Турска постале чланице НАТО-а.

### Март
- 10. март — Суочен са могућим изборним поразом, бивши председник Кубе Фулгенсио Батиста је извршио државни удар и преузео власт.

### Април
- 11. април — Војним пучем власт у Боливији преузео Национални револуционарни покрет.
- 28. април — Јапану је по споразуму из Сан Франциска враћен суверенитет који му је одузет после пораза у Другом светском рату.

### Јун
- 1. јун — Отворен је за пловидбу канал Волга-Дон, који спаја Каспијско језеро са Црним морем.

### Јул
- 23. јул — У Египту је извршен војни пуч под вођством генерала Мохамеда Нагиба, којим је збачен краљ Фарук I.
- 23. јул — У Паризу је основана Европска заједница за угаљ и челик, прва претеча Европске уније.
- 25. јул — Ступио је на снагу уговор о Европској заједници за угаљ и челик, што је била прва фаза стварања Европске уније.

### Август
- 10. август — Европска заједница за угаљ и челик почиње са радом

### Септембар
- 8. септембар — Објављен је роман Ернеста Хемингвеја Старац и море.
- 9. септембар — У Београду, на ушћу Саве у Дунав због невремена потонуо брод „Ниш“ који је превозио путнике на линији до Земуна, удавиле се 104 особе.

### Новембар
- 4. новембар — На председничким изборима у САД, кандидат Републиканске странке, Двајт Д. Ајзенхауер, постао је нови шеф Беле куће победивши противкандидата Демократске странке, Адлеја Стивенсона.
- 20. новембар — Први званични путнички лет преко Северног пола из Лос Анђелеса у Копенхаген.
- 25. новембар — У позоришту у Лондону је први пут изведена Мишоловка Агате Кристи, која непрекидно изводи више од 60 година.

### Децембар
- 5. децембар — Почетак Великог смога у Лондону. Хладна магла комбиновала се са загађеним ваздухом и довела град у стање мировања током четири дана. Касније, Министарство здравља објавило је процену да је 4.000 људи умрло као резултат смога.
- 14. децембар — Изведена прва успешна операција раздвајања сијамских близанаца у Охају.

## Рођења

### Јануар
- 5. јануар — Ули Хенес, немачки фудбалер[1]
- 7. јануар — Само Хун, глумац из Хонг Конга[2]
- 10. јануар — Илија Завишић, српски фудбалер и фудбалски тренер.[3]
- 17. јануар — Рјучи Сакамото, јапански музичар, композитор, музички продуцент, активиста и глумац (прем. 2023)[4]
- 19. јануар — Ирфан Менсур, српски глумац, редитељ, сценариста, педагог и ТВ водитељ[5]
- 20. јануар — Ијан Хил, енглески музичар, најпознатији као басиста групе Judas Priest[6]
- 20. јануар — Миодраг Зец, српски економиста[7]
- 20. јануар — Пол Стенли, амерички музичар и сликар, најпознатији као гитариста и певач групе [8]

### Фебруар
- 2. фебруар — Парк Геун Хје, јужнокорејска политичарка[9]
- 13. фебруар — Фреди Мертенс, белгијски бициклиста[10]
- 16. фебруар — Џејмс Инграм, амерички музичар, музички продуцент и глумац (прем. 2019)[11]
- 15. фебруар — Томислав Николић, српски политичар, председник Србије (2012—2017), оснивач и први председник СНС[12]
- 21. фебруар — Виталиј Чуркин, руски дипломата (прем. 2017)[13]
- 24. фебруар — Радован Миљанић, српски глумац (прем. 2021)[14]

### Март
- 4. март — Умберто Тоци, италијански музичар[15]
- 5. март — Петар Борота, српски фудбалски голман (прем. 2010)[16]
- 5. март — Робин Хоб, америчка књижевница
- 11. март — Даглас Адамс, енглески књижевник, сценариста и драматург (прем. 2001)[17]
- 22. март — Милан Штрљић, хрватски глумац[18]
- 23. март — Ким Стенли Робинсон, амерички писац[19]
- 27. март — Марија Шнајдер, француска глумица (прем. 2011)[20]

### Април
- 1. април — Анет О’Тул, америчка глумица, плесачица и музичарка[21]
- 4. април — Гари Мур, северноирски музичар, најпознатији као блуз/рок гитариста и певач (прем. 2011)[22]
- 5. април — Мич Пилеџи, амерички глумац[23]
- 10. април — Зоран Петровић, српски фудбалски судија (прем. 2024)[24]
- 10. април — Стивен Сигал, амерички глумац, продуцент, сценариста, мајстор борилачких вештина и музичар[25]
- 17. април — Жељко Ражнатовић Аркан, српски криминалац и војник, командант СДГ, оснивач и први председник ССЈ (прем. 2000)[26]
- 20. април — Божидар Маљковић, српски кошаркашки тренер[27]
- 22. април — Мерилин Чејмберс, америчка порнографска и мејнстрим глумица, плесачица, модел (прем. 2009)[28]
- 27. април — Џорџ Гервин, амерички кошаркаш[29]
- 28. април — Чак Левел, амерички музичар, најпознатији као клавијатуриста, члан група The Allman Brothers Band и The Rolling Stones[30]
- 28. април — Мери Макдонел, америчка глумица[31]
- 29. април — Дејвид Ајк, енглески теоретичар завера, писац, фудбалер, ТВ водитељ, новинар и спортски коментатор[32]

### Мај
- 1. мај — Предраг Тодоровић, српски глумац (прем. 2015)[33]
- 2. мај — Кристин Барански, америчка глумица, певачица и продуценткиња[34]
- 6. мај — Кристијан Клавје, француски глумац, сценариста, редитељ и продуцент[35]
- 11. мај — Шоре Агдашлу, иранско-америчка глумица[36]
- 11. мај — Франсес Фишер, енглеско-америчка глумица[37]
- 14. мај — Роберт Земекис, амерички редитељ, продуцент и сценариста[38]
- 15. мај — Чез Палминтери, амерички глумац, сценариста, продуцент и драматург[39]
- 18. мај — Џорџ Стрејт, амерички музичар, глумац и музички продуцент[40]
- 21. мај — Биљана Ковачевић-Вучо, српска правница и активисткиња за људска права (прем. 2010)

### Јун
- 5. јун — Нико Макбрејн, енглески музичар, најпознатији као бубњар групе Iron Maiden[41]
- 7. јун — Лијам Нисон, северноирски глумац[42]
- 7. јун — Орхан Памук, турски писац и сценариста, добитник Нобелове награде за књижевност (2006)[43]
- 15. јун — Љиљана Стјепановић, српска глумица[44]
- 16. јун — Драган Шакота, српско-грчки кошаркаш и кошаркашки тренер[45]
- 18. јун — Керол Кејн, америчка глумица[46]
- 18. јун — Изабела Роселини, италијанска глумица, редитељка, сценаристкиња, продуценткиња, списатељица и модел[47]
- 20. јун — Џон Гудман, амерички глумац и комичар[48]
- 22. јун — Грејам Грин, канадски глумац[49]
- 25. јун — Љубиша Стојановић Луис, српски музичар (прем. 2011)[50]

### Јул
- 1. јул — Ден Акројд, канадски глумац[51]
- 3. јул — Лора Браниган, америчка музичарка и глумица (прем. 2004)[52]
- 11. јул — Стивен Ланг, амерички глумац и драматург[53]
- 14. јул — Џоел Силвер, амерички продуцент[54]
- 15. јул — Тери О’Квин, амерички глумац[55]
- 17. јул — Дејвид Хаселхоф, амерички музичар и глумац[56]
- 24. јул — Гас Ван Сан, амерички редитељ, сценариста, фотограф, музичар и писац[57]

### Август
- 1. август — Зоран Ђинђић, српски политичар и филозоф, премијер Србије (2001—2003), градоначелник Београда (1997), дугогодишњи председник ДС (прем. 2003)[58]
- 2. август — Ален Жирес, француски фудбалер и фудбалски тренер[59]
- 3. август — Освалдо Ардиљес, аргентински фудбалер и фудбалски тренер[60]
- 13. август — Горица Поповић, српска глумица и певачица[61]
- 17. август — Гиљермо Вилас, аргентински тенисер[62]
- 17. август — Нелсон Пике, бразилски аутомобилиста, возач Формуле 1[63]
- 18. август — Патрик Свејзи, амерички глумац, музичар и плесач (прем. 2009)[64]
- 21. август — Џо Страмер, енглески музичар и глумац, најпознатији као суоснивач, гитариста и певач групе The Clash (прем. 2002)[65]

### Септембар
- 2. септембар — Џими Конорс, амерички тенисер[66]
- 2. септембар  — Љубиша Тумбаковић, српски фудбалски тренер и фудбалер
- 5. септембар — Здравко Рађеновић, српски рукометаш[67]
- 16. септембар — Мики Рорк, амерички глумац, сценариста и боксер[68]
- 18. септембар — Никола Јовановић, југословенски фудбалер[69]
- 22. септембар — Љупче Жугић, српски кошаркаш, кошаркашки функционер, новинар и маркетиншки стручњак[70]
- 25. септембар — Кристофер Рив, амерички глумац (прем. 2004)[71]
- 26. септембар — Предраг Милетић, српски глумац[72]
- 28. септембар — Силвија Кристел, холандска глумица и модел (прем. 2012)[73]

### Октобар
- 1. октобар — Бари Карољи, мађарски песник, преводилац, фолклориста и графичар ромског порекла[74]
- 5. октобар — Харолд Фалтермајер, немачки музичар, композитор и музички продуцент[75]
- 7. октобар — Иво Грегуревић, хрватски глумац (прем. 2019)[76]
- 7. октобар — Владимир Путин, руски политичар, председник Руске Федерације[77]
- 13. октобар — Џон Лоун, амерички глумац[78]
- 18. октобар — Чак Лори, амерички редитељ, сценариста, продуцент и композитор[79]
- 19. октобар — Вероника Кастро, мексичка глумица, певачица, продуценткиња и ТВ водитељка[80]
- 22. октобар — Џеф Голдблум, амерички глумац и музичар[81]
- 26. октобар — Лазар Ристовски, српски глумац, редитељ, продуцент и писац[82]
- 27. октобар — Роберто Бенињи, италијански глумац, комичар, сценариста и редитељ[83]

### Новембар
- 1. новембар — Бора Ђорђевић, српски музичар и песник (прем. 2024)[84]
- 1. новембар — Змаго Сагадин, словеначки кошаркашки тренер[85]
- 5. новембар — Олег Блохин, украјински фудбалер и фудбалски тренер[86]
- 5. новембар — Бил Волтон, амерички кошаркаш (прем. 2024)[87]
- 6. новембар — Јаков Седлар, хрватски редитељ и продуцент[88]
- 8. новембар — Алфри Вудард, америчка глумица, продуценткиња и активисткиња[89]
- 13. новембар — Будимир Стојановић, српски музички уметник и професор
- 18. новембар — Делрој Линдо, британски глумац[90]
- 24. новембар — Тјери Лермит, француски глумац, редитељ, сценариста и продуцент[91]
- 25. новембар — Радмила Хрустановић, српска политичарка, дипломаткиња и адвокатица, градоначелница Београда (2001—2004)[92]
- 29. новембар — Џеф Феј, амерички глумац[93]

### Децембар
- 15. децембар — Алан Симонсен, дански фудбалер и фудбалски тренер[94]
- 25. децембар — Си-Си-Ејч Паундер, америчка глумица[95]

## Смрти

### Фебруар
- 6. фебруар — Џорџ VI, британски краљ[96]
- 14. фебруар — Морис Де Вејл, белгијски бициклиста. (*1896)[97]
- 19. фебруар — Кнут Хамсун норвешки писац, добитник Нобелове награде за књижевност 1920. (* 1859)[98]

### Март
- 9. март — Александра Колонтај, руска револуционарка и дипломата[99]

### Април
- 13. април — Радован Саватић, српски бициклиста. (*1879)

### Мај
- 6. мај — Марија Монтесори, италијански лекар и педагог[100]

### Јул
- 26. јул — Ева Перон, жена аргентинског председника Хуана Перона.[101]

### Август
- 19. октобар — Ернст Штерувиц, аустријски политичар. (* 1874)[102]

### Новембар
- 12. новембар — Александар Лифка, оснивач првог биоскопа у Југославији. (* 1880)[103]

## Нобелове награде
- Физика — Феликс Блох и Едвард Милс Персел
- Хемија — Арчер Џон Портер Мартин и Ричард Лоренс Милингтон Синг
- Медицина — Селман Абрахам Ваксман
- Књижевност — Франсоа Моријак
- Мир — Алберт Швајцер (Немачка)
- Економија — Награда у овој области почела је да се додељује 1969. године